# لاندون جونسون
لاندون جونسون (بالإنجليزية: Landon Johnson)‏ هو لاعب كرة قدم أمريكية أمريكي، ولد في 13 مارس 1981.

## وصلات خارجية
- لاندون جونسون على موقع مرجع كرة القدم المحترفة.كوم (الإنجليزية)